# 1563
1563 (MDLXIII) je bilo navadno leto, ki se je po julijanskem koledarju začelo na petek.

## Dogodki
- 19. marec - Katarina Medičejska podpiše Amboiški edikt, ki naj bi končal versko nasilje v Franciji
- konec tridentinskega koncila
- v Holandiji zavlada kalvinizem

## Rojstva
Neznan datum
- Mavro Orbini, dubrovniški letopisec († 1614)

## Smrti
- 24. februar - François, vojvoda Guiški, francoski general in politik (* 1519)

Neznan datum
- Dmitro Višnevecki, prvi hetman Zaporoških kozakov (* 1516)